# 斯維特洛達爾斯克戰役
斯維特洛達爾斯克戰役 是頓巴斯戰爭中在頓涅茨克州附近的斯維特洛達爾斯克的一場戰役。這場戰役被描述為「五個月以來最血腥的戰鬥」。

## 戰役
由於雙方都指責是對面挑起戰爭，所以無法得知這場在2016年12月18日的戰爭是誰首先開火攻擊的。根據烏克蘭方面的消息，分離分子向烏克蘭駐扎的位置發起三次攻擊，但都被烏方擊退。在交戰中，據報道分離分子向烏克蘭的位置炮擊了三次，每次炮擊時間最少三到六個小時。據悉發動炮擊的位置是在靠近民居的卡尼夫卡村莊，以及烏格列戈爾斯克和傑巴利采韋，用來妨礙烏克蘭軍方反擊因還火會有可能造成平民傷亡。烏克蘭部隊還聲稱在盧甘斯克村附近前進了1.5公里  ，從分離主義者手中奪取了戰略要地， 233號山丘。 據分離分子稱，他們受到在傑巴利采韋附近的烏克蘭軍隊攻擊因此才開始交戰，並最終擊退了烏方的突擊。 而據分離分子盧甘斯克人民共和國的官員稱，有40名烏克蘭士兵在多達150發炮彈攻擊卡尼夫卡村莊的強力炮火支援下參與了攻擊。 當天總共有2,900起爆炸，大部分是在斯維特洛達爾斯克附近。
之後，根據在12月18日的報導，烏克蘭在發動攻擊後在Hryazevskyi pond的左岸奪取了4個或可能是5個戰略要點。
據報導，另一起分離分子的襲擊於12月20日被擊退，當時三批3至5名戰鬥人員在迫擊砲彈襲擊後企圖襲擊烏克蘭陣地。 在12月22日，12個烏克蘭士兵因分離分子的炮擊而負傷，據盧甘斯克民兵報告指烏克蘭軍約50名士兵和三輛裝步戰車嘗試在傑巴利采韋附近突圍但被擊退。 之後的那天，烏克蘭方面稱他們擊退了一場分離分子在炮擊和裝甲車輛支援下的地面突擊。
在全面停火協議在午夜生效後，在12月24日的斯維特洛達爾斯克第一次連續六天沒有任何的交戰。

## 後續
在12月24日, 因炮火攻擊趨近，歐洲安全與合作組織被迫撤離他們在斯維特洛達爾斯克的巡邏基地。2天之後他們又回到了當地。
在12月25日，烏克蘭軍隊和分離分子各自交換了因斯維特洛達爾斯克戰役在夏斯季耶被殺的兩具烏克蘭士兵和兩具分離武裝分子的遺體。 同一天在斯維特洛達爾斯克報告了新一輪的炮擊。
在12月28日，據分離分子匯報在斯維特洛達爾斯克區域附近有一輛已經損毀的BM-21火箭炮。